# Franz Bopp
Pour les articles homonymes, voir Bopp.
Franz Bopp, né le 14 septembre 1791 à Mayence et mort le 23 octobre 1867, est un philologue et linguiste allemand.
C'est Franz Bopp qui, par ses exposés sur le proto-indo-européen, a justifié la linguistique comparée et a fondé par son enseignement et par ses publications, une science nouvelle, la grammaire comparée. Franz Bopp a en outre prouvé l'appartenance des langues celtiques aux langues indo-européennes. En effet il faut attendre les premières années du XIXe siècle pour que des Allemands, comme Franz Bopp et les frères Jacob et Wilhelm Grimm, et parallèlement, une figure plus isolée et moins connue, le Danois Rasmus Rask, abordent un domaine jusque-là inexploré, celui des rapports qu'offrent à l'observateur attentif les ressemblances entre les langues classiques (grec, latin), les langues germaniques, les langues slaves, le persan et surtout la langue ancienne de l'Inde, le sanskrit, dont la connaissance se répand alors. Cet ensemble de langues s'est progressivement adjoint les langues celtiques, les langues baltes, l'arménien, l'albanais, puis, au XXe siècle, le hittite et le tokharien, pour constituer la famille de langues d'abord baptisée indo-germanique, puis indo-européenne.

## Biographie
Bopp était le fils d’Andreas Bopp (vers 1765–1840), comptable de la cour de Mayence, originaire de Stockstadt am Main, et de Regina Linck (morte en 1820), fille d’un bourgeois de Mayence.
Ses parents quittèrent Mayence pour Aschaffenbourg, et c’est dans le lycée (de) de cette ville que deux professeurs, Karl Windischmann et Joseph Merkel, suscitèrent chez lui le goût des langues orientales. Les conférences que donnaient Windischmann et Bopp sur l’« Essai sur la langue et la philosophie des Indiens » (Über die Sprache und Weisheit der Indier) de Friedrich Schlegel, connurent un énorme succès. En 1812, Franz Bopp partit pour Paris. Là, avec l’aide de Chézy, d’Antoine-Isaac Silvestre de Sacy, de Schlegel et d’autres, il put consulter les livres et les manuscrits utiles à la rédaction de sa thèse révolutionnaire, Du système des conjugaisons de la langue sanskrite, comparée à ceux du grec ancien, du latin, du vieux-perse et du proto-germanique, préfacée par son maître Windischmann et publiée en 1816 à Francfort-sur-le-Main. Ce petit livre d’à peine 160 pages marqua l’acte de naissance de l’indo-européen en tant qu’objet de science ; Franz Bopp passe pour son découvreur.
Dans son Conjugationssystem, Bopp, s’appuyant sur les structures verbales de ces langues, démontrait leur parenté historique, d'abord pressentie par l’indianiste français Gaston-Laurent Cœurdoux, et seulement ensuite par l’orientaliste anglais William Jones. Par la suite, il élargit le cercle des langues indo-européennes pour y inclure les langues slaves, le lituanien, l’albanais et l’arménien.
Le roi Maximilien Ier de Bavière lui procura les moyens de se rendre à Londres. Là, il fit la connaissance de l’émissaire prussien Wilhelm von Humboldt, auquel il enseigna le sanskrit. Dans la version en anglais de sa thèse, Bopp généralisa son système des conjugaisons pour l’étendre aux déclinaisons et la publia avec une traduction latine de Nala, un épisode du Mahabharata (Londres 1819).
De retour en Bavière, il se vit confier en 1821, à l’instigation de Humboldt, la chaire de sanskrit de l’université de Berlin, devint en 1822 membre de l'Académie des sciences de Prusse et enfin, en 1825, professeur de langues orientales et des langages à Berlin. En 1857, il fut reçu membre étranger de l’Académie des Inscriptions et Belles-Lettres. Il résidait avec sa famille à Friedrichstadt, au no 64 de la Behrenstraße (de).
Son activité débordante, qui lui permettait de conquérir l'une après l'autre les familles linguistiques, culmina en 1833 avec la parution de sa  Grammaire comparée des langues indo-européennes, comprenant le sanscrit, le zend, l'arménien, le grec, le latin, le lituanien, l'ancien slave, le gotique et l'allemand (1833-1849).
Le Glossarium sanscritum (Berlin 1830 ; 3e édition en 1866) reprenait la matière de ses conférences sur la langue sanskrite ainsi qu'un glossaire multilingue. Prolongeant sa première tentative avec le récit de Nalas und Damajanti, il entreprit la traduction d'autres livres du Mahābhārata : Indralokāgamanam. La visite d’Arjuna à Indra et Le déluge et trois autres grands épisodes du Mahâbhârata.

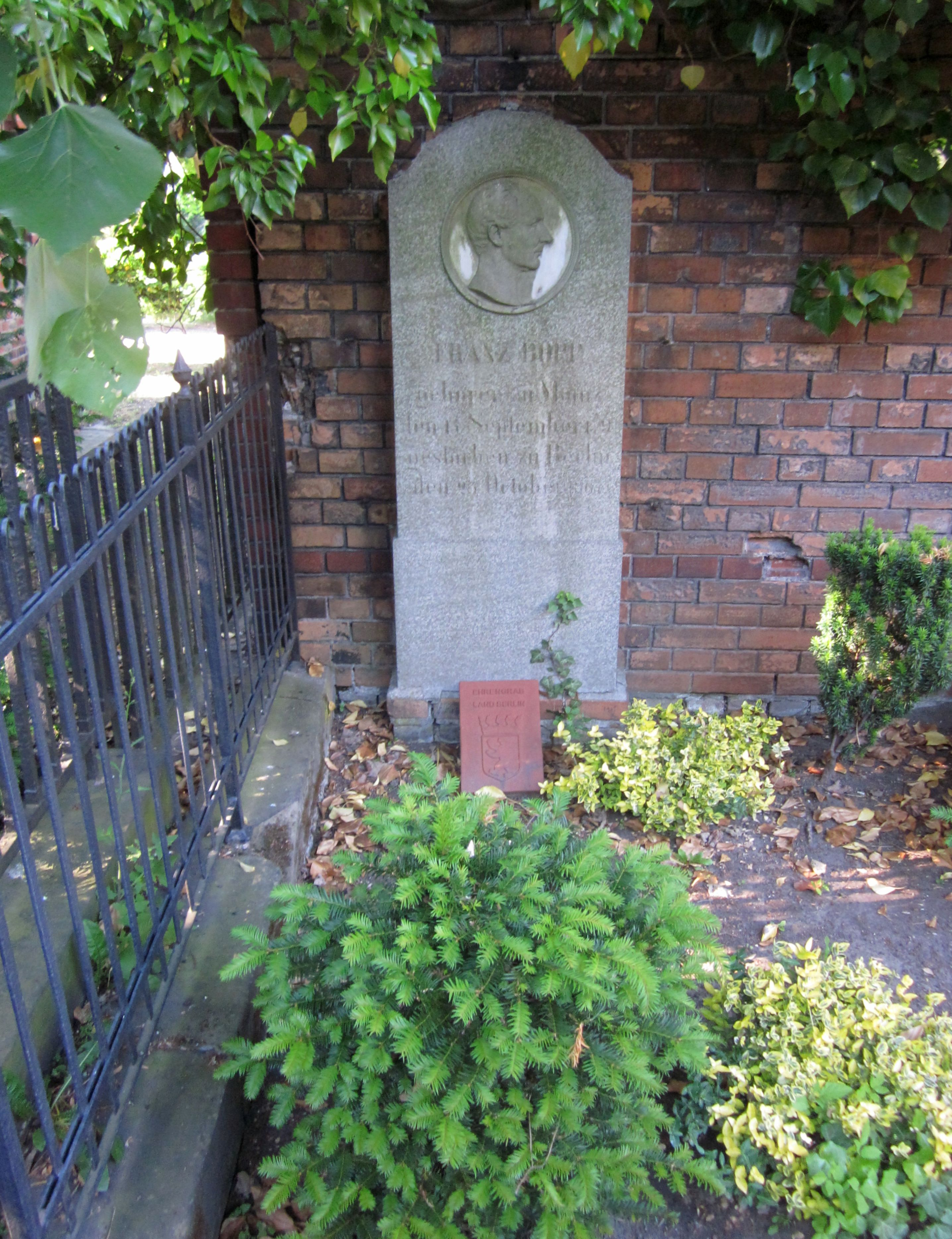
La sépulture de Franz Bopp avec l'effigie du célèbre comparatiste.

Le 16 mai 1866, le cinquantenaire de la parution de son Konjugationssystems donna lieu à d'importantes manifestations : grâce aux donations de princes et d'universitaires de toute l'Allemagne, une société savante, la Fondation Bopp, fut inaugurée.
Bopp a été inhumé dans l'église de la Trinité de Berlin-Kreuzberg. Cette sépulture est entretenue depuis aux frais du Land de Berlin.

## Distinctions et récompenses
Franz Bopp fut l'un des trente premiers récipiendaires de la croix de chevalier Pour le Mérite à titre civil (Pour le Mérite für Wissenschaft und Kunst), créée en 1842 par Frédéric-Guillaume IV. En 1855 il a été élu par l’Académie américaine des arts et des sciences.
Des rues portent son nom à Aschaffenburg, Berlin-Kreuzberg et Mainz-Neustadt.

## Œuvres
Ses principaux ouvrages sont :
- Glossarium sanscritum, 1828-1830 ; nouvelle édition 1840-1847, etc.
- Grammatica critica linguae sanscritae, 1829-1832 ; nouvelles éditions 1845 et 1861-1863.
- Grammaire comparée des langues sanscrite, zend, grecque, latine, lithuanienne, slave, gothique, et allemande (1833-1849) (2e édition refondue, 1857, et traduite par Michel Bréal, 5 volumes in-8 : tome 1, 1866 lire en ligne sur Gallica ; tome 2, 1867 lire en ligne sur Gallica ; tome 3, 1869 lire en ligne sur Gallica ; tome 4, 1872 lire en ligne sur Gallica ; tome 5, 1874 lire en ligne sur Gallica